# Marcel Ciampi
Marcel Ciampi   (8è districte de París, 29 de maig de 1891 - 13è districte de París, 27 d'agost de 1980) fou un pianista i professor francès.

## Carrera
Marcel Ciampi va estudiar piano al Conservatori de París amb Louis Diémer on va obtenir el seu primer premi l'any 1909. Va perfeccionar les seves habilitats amb Marie Perez de Brambilla (antiga alumna de Clara Schumann i Anton Rubinstein). També va ser alumne i col·laborador de Claude Debussy.
Realitza nombroses gires com a solista o acompanyant Pau Casals, Georges Enesco i Jacques Thibaud. Del 1941 al 1961 va ser professor de piano al Conservatori i va formar tota una generació de pianistes com Yvonne Loriod, Cécile Ousset, Marcel Gazelle, Albert Attenelle, Jeremy Menuhin i Jean-Paul Sevilla.
Georges Enesco li va dedicar la seva Sonata per a piano núm. 3, que Marcel Ciampi va crear l'any 19382.
El 1920 es va casar amb Yvonne Astruc (1889–1980), violinista, «una de les figures més destacades de la pedagogia francesa» l'alumne de la qual va incloure Yehudi Menuhin. Marcel Ciampi va morir poques setmanes després d'ella.

## Discografia
- Marcel Ciampi : intégrale des 78t en solo (Columbia/EMI) : Chopin, Liszt, Debussy (data juny 1928}}/data-|desembre 1931, Marston) OCLC|696615438
- Franck, Quintet per a piano i cordes - amb el Quartet Capet (1928, EMI/Columbia D 15102-6 / CD Biddulph Recordings LAB1334 / Opus Kura) OCLC 39301646 i 780249463
- Mozart, Sonate n°|11 en la major, K. 331 (Pathé) OCLC|761762274. Gallica|id=bpt6k8813567n|t=Extrets